# König-Ludwig-Feuer

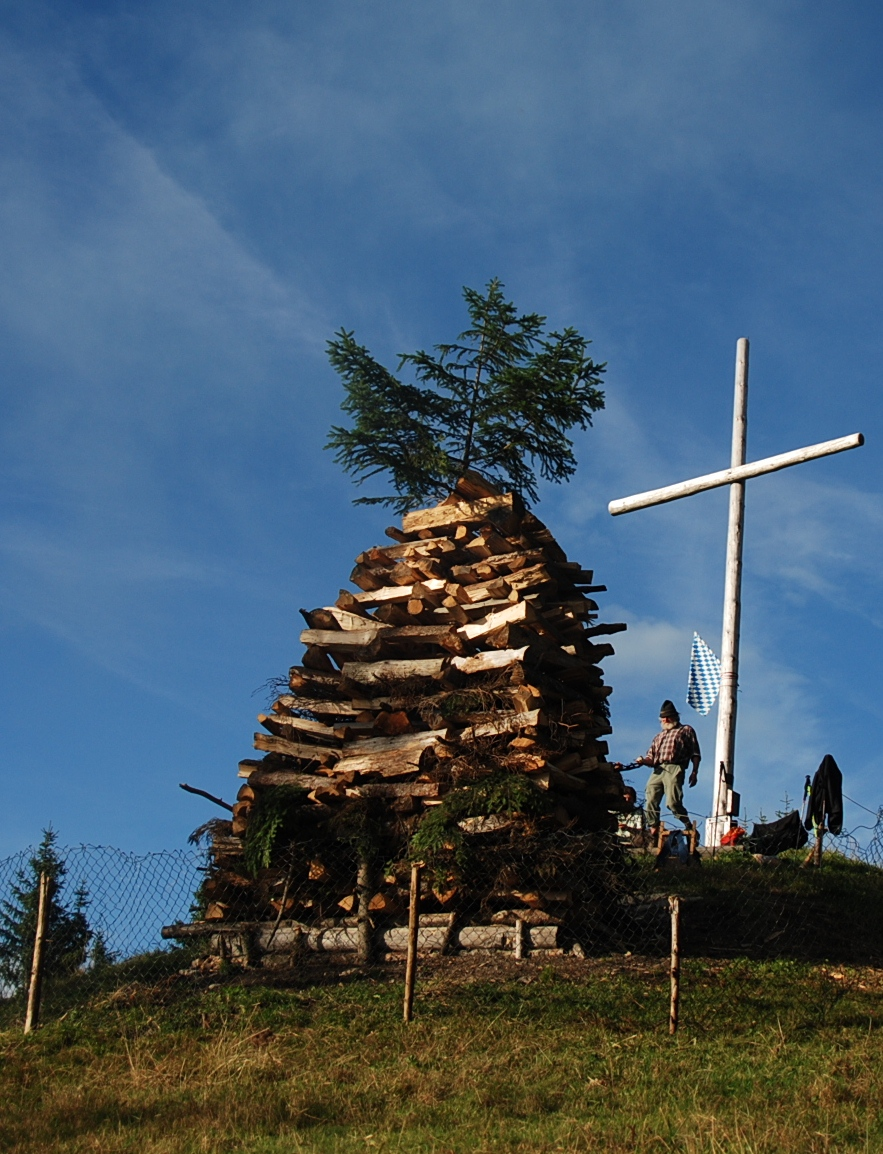
Holzstapel zum Ludwigsfeuer 2010 am Aufacker

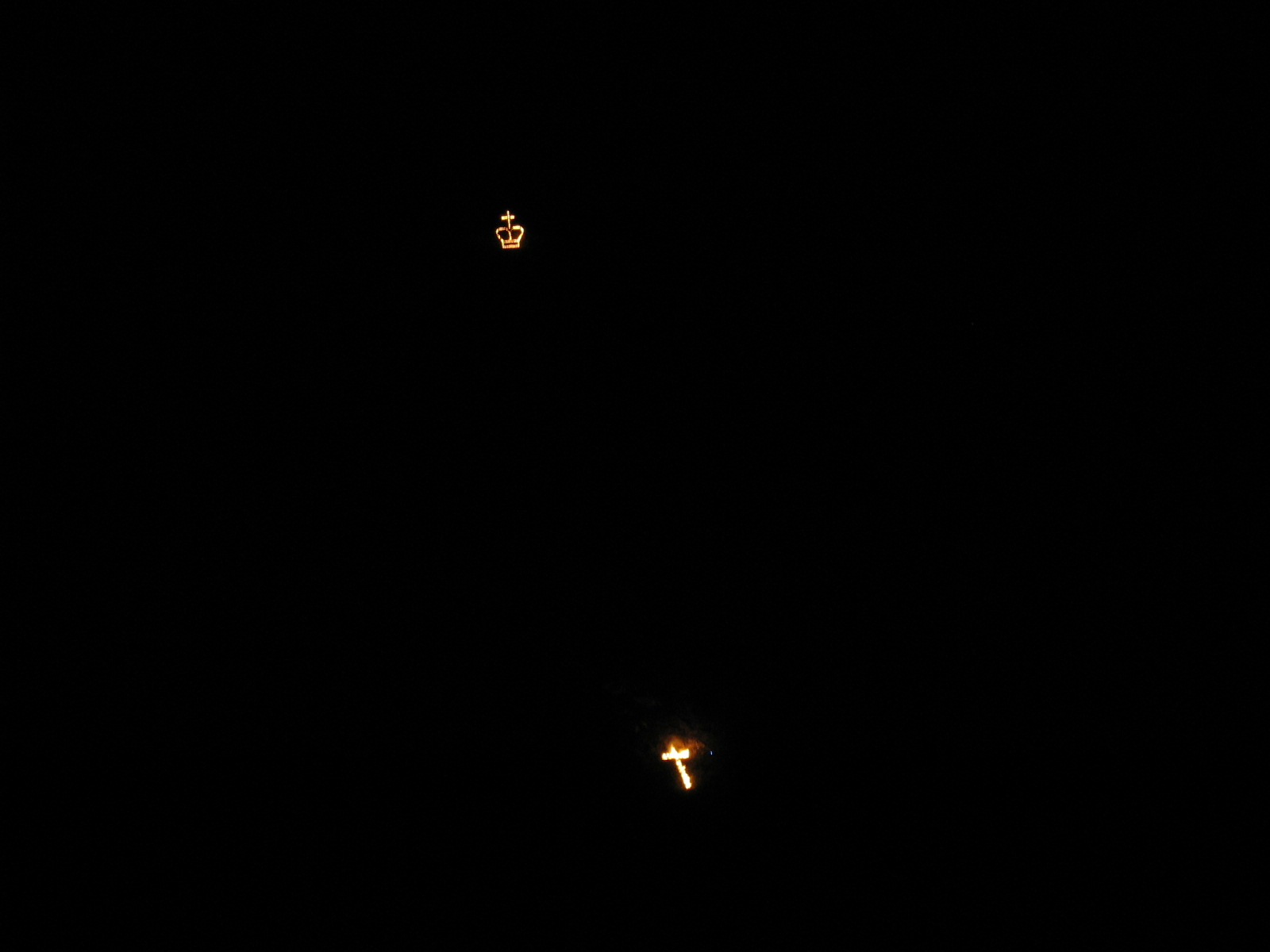
Krone und Kreuz am Kofel

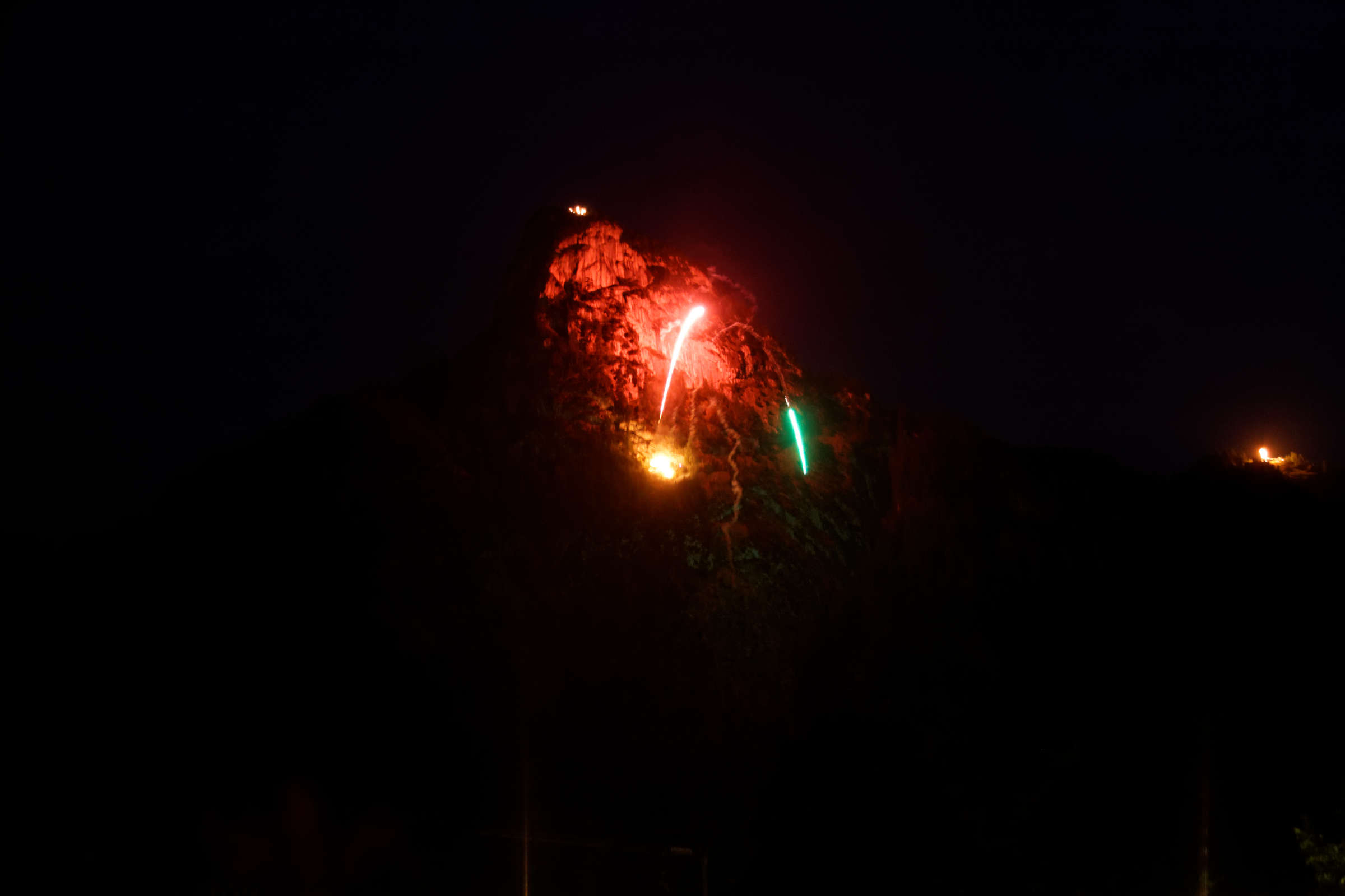
Leuchtraketen

Das König-Ludwig-Feuer ist ein traditionelles Höhenfeuer, das in der oberbayerischen Gemeinde Oberammergau jährlich am 24. August, dem Vorabend des Geburtstages von König Ludwig II. entzündet wird. Der Brauch findet seit dem Jahre 1888 statt, zwei Jahre nach dem Tod König Ludwigs.
Im Rahmen der Gedenkfeier werden auf den Berggipfeln rund um den Ort nach Einbruch der Dunkelheit Feuer entzündet. Zentrum des Ereignisses ist der Oberammergauer Hausberg Kofel. Dort sind am Kofelfleck elf große Holzstapel so angeordnet, dass nach ihrem Anzünden ein großes Feuerkreuz sichtbar wird. Auf dem Gipfel wird eine etwa acht Meter hohe Königskrone abgebrannt. Weitere Gipfel und Orte, an denen Holz- und Fackelfeuer brennen (in Form von Holzstapeln, Kreuzen und den Initialen "L" und "II"), sind: Wiesmahd, Hebamsberg, Rappenkopf, Laberköpferl, Laber und Aufacker. Auch an der Notkarspitze brennt ein Feuer, das aber nicht offiziell zu den Ludwigsfeuern gezählt wird.
Die Feuer werden etwa gegen 21:00 Uhr entfacht. Während die Feuer brennen, spielt eine Blaskapelle am Kofelfleck unter anderem die Bayernhymne. Von allen Feuerstellen aus werden immer wieder Leuchtkugeln abgeschossen, die Gipfel und Felswände in farbiges Licht tauchen.
Während die Feuer langsam erlöschen, ziehen die Feuermacher von den einzelnen Feuerstellen mit Fackeln zurück in das Dorf. Dort findet nach deren Ankunft ab etwa 23:00 Uhr mit Blaskapelle der Marsch der Feuermacher statt.

## Bauernregel
Traditionell wird in Oberammergau mit dem Ludwigsfeuer der Beginn des Herbstes verbunden.